# Rainbow Bridge (album)
Pour les articles homonymes, voir Rainbow Bridge.
Albums de Jimi Hendrix
The Cry of Love
(1971) Hendrix in the West
(1971)
Singles
1. Dolly Dagger / The Star-Spangled Banner
Sortie : 23 octobre 1971

Rainbow Bridge est un album posthume de l'artiste de rock américain Jimi Hendrix paru en octobre 1971 par son ancien manager Michael Jeffery. C'était le deuxième album posthume de sa maison de disques officielle et est principalement composé d'enregistrements réalisés par Hendrix en 1969 et 1970 après la dissolution du Jimi Hendrix Experience. Malgré la photo de pochette et le sous-titre "Bande originale" ("Original Motion Picture Sound Track"), il ne contient aucune chanson enregistrée lors de son apparition en concert pour le film Rainbow Bridge de 1971.
Dans la lignée de The Cry of Love, le premier album posthume officiel d'Hendrix, Rainbow Bridge explore de nouveaux styles et textures de guitare. Toutes les chansons, à l'exception d'une version studio solo de The Star-Spangled Banner, sont écrites par Hendrix et principalement interprétées avec Mitch Mitchell à la batterie et Billy Cox à la basse.
Rainbow Bridge contient cinq chansons qu'Hendrix a incluses dans les listes de pistes proposées pour son nouvel album studio First Rays of the New Rising Sun sur lequel Jimi travaillait avant sa mort : Dolly Dagger, Earth Blues, Room Full of Mirrors, Hear My Train A Comin' et Hey Baby (New Rising Sun). Seul le live Hear My Train A Comin' ne sera pas inclus sur la version finale de First Rays of the New Rising Sun contrairement aux quatre autres chansons.
"Room Full of Mirrors" a été ajouté à Voodoo Soup en 1995 et tous sauf le live "Hear My Train A Comin '" ont été inclus sur First Rays of the New Rising Sun en 1997, qui étaient des tentatives de présentation du double album Hendrix travaillait sur au moment de sa mort.

## Contenu
Malgré le titre, Rainbow Bridge n'est pas une bande originale du film du même nom, mais plutôt une compilation d'une chanson live et d'enregistrements en studio inédits à partir d'un certain nombre de sources entre 1968 et 1970, dont certains pour son double album prévu mais inachevé First Rays of the New Rising Sun. Look Over Yonder a commencé sous le nom de Mr. Bad Luck alors que Hendrix se produisait à Greenwich Village, New York, avec son groupe Jimmy James and the Blue Flames à l'été 1966. La version incluse sur Rainbow Bridge a été enregistrée par The Jimi Hendrix Expérience lors de son séjour à Los Angeles en 1968. Room Full of Mirrors avait été joué en concert par l'Experience, avec un enregistrement apparaissant sur Experience (1971). Hear My Train A Comin' est une autre chanson qui remonte à l'Experience. Ils avaient tenté plusieurs enregistrements en studio, mais ceux-ci ont été ignorés (avec une version avec Cox et Buddy Miles) et un enregistrement en concert du premier concert du 30 mai 1970 au Berkeley Community Theatre a été utilisé à la place. Une version éditée apparaît dans le film de concert de 1971 Jimi Plays Berkeley.
Un nouvel enregistrement en studio de Room Full of Mirrors et Earth Blues sont deux des rares enregistrements en studio achevés avec Cox et Miles, bien que Mitchell ait plus tard refait les parties de batterie sur ce dernier. Deux chansons supplémentaires, Izabella et Stepping Stone étaient sorties en single en avril 1970 (répertoriées comme "Hendrix Band of Gypsys"), mais Hendrix souhaitait les retravailler pour son nouvel album. Cependant, à l'instar de Dolly Dagger et Room Full of Mirrors qui étaient initialement prévus pour The Cry of Love, ceux-ci ont été retirés de la liste des pistes de Rainbow Bridge à la dernière minute pour améliorer le futur contenu de l'album posthume suivant War Heroes qui sort en 1972. The Star-Spangled Banner est un enregistrement studio réalisé seul par Hendrix. Le reste des chansons a été enregistré avec Mitchell et Cox entre juin et août 1970 : Dolly Dagger, Pali Gap et Hey Baby (New Rising Sun).

## Parution et réception
L'album était le deuxième à être produit par Eddie Kramer et Mitch Mitchell, avec l'aide de John Jansen. Il est sorti en octobre 1971 aux États-Unis et le mois suivant au Royaume-Uni où il se classe 15e et 16e dans les classements. L'album a également culminé à la 9e place du palmarès américain Best Selling Soul LP. Dolly Dagger avec The Star-Spangled Banner comme face B est sorti en single aux États-Unis en octobre 1971. Il est apparu à la 74e du palmarès pop Billboard Hot 100. En 2014, l'album original de Rainbow Bridge a été réédité aux formats CD et LP.
Au cours des décennies précédent sa réédition, l'album n'est plus réédité et est remplacé lors de la réédition du catalogue par First Rays of the New Rising Sun qui reprend la moité de l'album. Look Over Younder et Pali Gap seront publiées sur l'album posthume South Saturn Delta toujours en 1997, tandis que la version studio de The Star-Spangled Banner est republié en 2000 dans le coffret The Jimi Hendrix Experience. La version live de Hear My Train A Comin' est rééditée dans une version remixée en 1994 sur l'album Blues, l'un des seuls albums de la période Douglas (1975-1995) à être réédité. Le mastering de George Marino opéré sur ces rééditions, approuvé par Eddie Kramer, est toutefois loin de faire l'unanimité.

Selon Sean Westergaard d'AllMusic, "lorsque Rainbow Bridge est sorti à l'origine, il figurait en fait parmi les meilleurs des publications posthumes de Hendrix... un mélange d'excellents morceaux de studio finis et de quelques morceaux live." Dans une critique contemporaine pour le magazine Rolling Stone , Tony Glover a écrit favorablement sur les chansons de la première face, en particulier la "version vraiment majestueuse" de The Star-Spangled Banner. Dans Christgau's Record Guide: Rock Albums of the Seventies (1981), Robert Christgau a déclaré que tandis que The Cry of Love (1971) soulignait les capacités d'Hendrix en tant qu'auteur-compositeur, Rainbow Bridge a présenté son jeu de guitare:

« Des trucs riches, explorant un territoire qui, comme toujours avec Hendrix, ne consiste pas simplement en des notes mais en un son indifférencié, un son qu'il façonne avec une virtuosité que personne d'autre n'a jamais atteint sur un instrument électrique. »

## Liste des titres
| 1. | Dolly Dagger                                                                       | 25 juin, 14 et 19 juillet, et 14 et 20 août 1970 aux Studios Electric Lady (New York)                                                               | 4:45 |
| 2. | Earth Blues                                                                        | 19 décembre 1969 et 20 janvier 1970 aux studios Record Plant (New York), puis ajouts le 26 juin 1970 aux Studios Electric Lady (New York)           | 4:20 |
| 3. | Pali Gap                                                                           | 1er juillet 1970 aux Studios Electric Lady (New York)                                                                                               | 5:05 |
| 4. | Room Full of Mirrors                                                               | 17 novembre 1969 aux studios Record Plant (New York), puis ajouts les mois de juin et juillet, et 20 août 1970 aux Studios Electric Lady (New York) | 3:17 |
| 5. | The Star-Spangled Banner (Francis Scott Key / John Stafford Smith; version studio) | 18 mars 1969 aux studios Record Plant (New York) | 4:07 |

| 1. | Look Over Yonder              | 22 octobre 1968 aux Studios TTG (Hollywood, Californie)                             | 3:28  |
| 2. | Hear My Train A Comin' (live) | Premier concert du 30 mai 1970 au Berkeley Community Theatre (Berkeley, Californie) | 11:15 |
| 3. | Hey Baby (New Rising Sun)     | 1er juillet 1970 aux Studios Electric Lady (New York)                               | 6:05  |

## Personnel
Crédités d'après le livret de l'édition originale de l'album et du livret de l'album First Rays of the New Rising Sun : 
The Jimi Hendrix Experience
- Jimi Hendrix : chant, guitare, chœurs sur Dolly Dagger et Earth Blues
- Billy Cox : basse sur toutes les pistes (sauf The Star-Spangled Banner et Look Over Yonder)
- Mitch Mitchell : batterie sur toutes les pistes (sauf The Star-Spangled Banner et Room Full of Mirrors)
- Noel Redding (ancien membre) : basse sur Look Over Younder

Musiciens additionnels
- Arthur et Albert Allen (alias The Ghetto Fighters) : chœurs sur Dolly Dagger
- Juma Edwards a.k.a. Juma Sultan – percussion on "Dolly Dagger", "Pali Gap", "Hey Baby (The New Rising Sun)"
- Buddy Miles : batterie sur Room Full of Mirrors, chœurs sur Earth Blues
- The Ronettes (Veronica Bennett, Estelle Bennett, Nedra Talley) : chœurs sur Earth Blues

Équipe technique
- Jimi Hendrix : production, mixage sur Dolly Dagger et Room Full of Mirrors
- Mitch Mitchell : production posthume
- Michael Jeffrey : production exécutive
- Eddie Kramer : production posthume, ingénieur du son sur toutes les pistes (sauf Earth Blues, Look Over Younder et Hear My Train A Comin'), mixage sur toutes les pistes
- John Jansen : production posthume, mixage sur Earth Blues, Pali Gap, Look Over Yonder et Hey Baby (The New Rising Sun)
- Tony Bongiovi : ingénieur du son sur Room Full of Mirrors
- Angel Balestier : ingénieur du son sur Look Over Yonder
- Abe Jacob : ingénieur du son sur Hear My Train A Comin'
- The Pineal Playhouse : conception de l'album
- Daniel Tahaney : photographie